# Juan Gualberto López-Valdemoro de Quesada
Juan Gualberto López-Valdemoro de Quesada, vi conde de Donadío de Casasola y v conde de las Navas (Málaga, 26 de septiembre de 1855-Madrid, 28 de abril de 1935), fue un escritor, historiador y crítico español, académico de la Real Academia Española y bibliotecario mayor de Alfonso XIII en la Real Biblioteca de 1893 a 1931.

## Biografía
Nacido el 26 de septiembre de 1855 en Málaga, fue hijo de Norberto López-Valdemoro y Ortiz y de Juana Gualberta de Quesada y Pizarro, V condesa de Donadío de Casasola. Su abuela era la condesa viuda de Las Navas, María del Carmen Pizarro Ramírez, y heredó el título. Estudió bachiller en Málaga, aunque su título fue expedido en Cabra (Córdoba). En 1870 se trasladó al Colegio del Sacromonte, en Granada, para estudiar Derecho; se licenció en Sevilla, habiendo cursado alguna asignatura en Salamanca. Por entonces conoció en Lucena, en casa de su abuela a quien luego sería su maestro y su amigo, el erudito escritor del realismo Juan Valera, a quien dedicó libros y conferencias.
Terminó la carrera de archivero y bibliotecario en la Escuela Superior de Diplomática de Madrid. Fue destinado a Gobernación y, más tarde, a Correos, cuerpo en el que se jubilaría como jefe superior en 1925. Frecuentó las tertulias literarias tan frecuentes en la vida social madrileña de entonces, como las de la viuda del duque de Rivas, de Emilia Pardo Bazán y de Juan Valera. En ellas conoció a Antonio Cánovas del Castillo, Marcelino Menéndez Pelayo, Blanca de los Ríos, Jacinto Octavio Picón, el marqués de Lema, el doctor Thebussem, Emilio Ferrari, al anciano Francisco Martínez de la Rosa y a poetas de renombre como José Zorrilla, Salvador Rueda o el mismo Rubén Darío. Con alguno de ellos tuvo mucho trato, como con Marcelino Menéndez Pelayo. Al morir, su hermano Enrique le envió la pluma y última cuartilla que había escrito Menéndez Pelayo en el lecho de muerte, horas antes, sobre el obispo Osio, ambas hoy en la Real Biblioteca. Se le nombró hijo predilecto de Málaga siendo alcalde Gálvez Ginachero el 20 de mayo de 1925. Fue catedrático de la Universidad Central de Madrid, y académico de número de la Real Academia Española (1922; ya había sido presentado por Juan Valera infructuosamente en 1903).

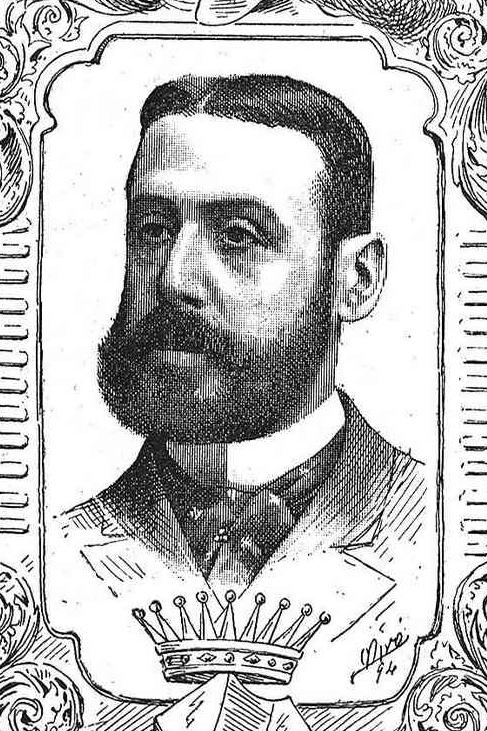
Retratado en La Esquella de la Torratxa (1894)

Con respecto a su servicio en la Casa Real, fue nombrado en 1880 mayordomo de semana de Alfonso XII, y en 1893 fue nombrado bibliotecario mayor del rey Alfonso XIII. Sucedió a Manuel Remón Zarco del Valle. Fue además miembro de la Hispanic Society of America, miembro preeminente de la Academia de Letras Humanas de Málaga, correspondiente de la Real Academia de Buenas Letras de Sevilla y Gran Cruz de la Orden Civil de Alfonso XII y Comendador de la Real Orden de Carlos III. Casó con Manuela Fesser y Fesser. Falleció el 28 de abril de 1935 en Madrid.
De obra muy abundante, escribió publicaciones muy diversas pero destacó como cuentista, en obras de erudición histórica, de bibliografía, de ámbito local.  Historia y viajes; Cosas de España, varias novelas, recopilaciones de artículos periodísticos, algunos volúmenes de cuentos, entre ellos La docena del fraile (1886) y Fósiles (1925) y, en colaboración con Juan Valera, el Doctor Thebussem y Narciso Campillo, la colección Cuentos y chascarrillos andaluces. También escribió obra histórica, siendo muy relevante un estudio histórico-documental sobre la tauromaquia, a la que era muy aficionado, y que publicó en 1899: El espectáculo más nacional (Madrid, Rivadeneira, 1899), que es obra clásica entre los estudiosos y bibliófilos taurinos. Muy monárquico, dejó su puesto como director de la Real Biblioteca tras casi cuarenta años al frente, al proclamarse la II República. El Gobierno de la República nombraría como su sucesor a Jesús Domínguez Bordona. Falleció el conde unos años después, en 1935. Tuvo buena biblioteca personal, dispersada por sus posteriores herederos incluso todavía a fines del siglo XX, aunque a la Real Biblioteca dejó duplicados y obras que le regalaban por su calidad de director de la misma. Era de una bibliofilia curiosa pues allegó libros sobre productos alimenticios: chocolates, aguas, huevos, etc y los encuadernaba a veces según el color del producto, así, marrón, azul celeste y amarillo respectivamente.
Fue bisabuelo del cantante Bertín Osborne.

## Obras
- El espectáculo más nacional, 1899.
- Historia y viajes
- Cosas de España, 1895.
- La docena del fraile. Doce cuentos y una historia que lo parece, Madrid: Impr. de Hernando, 1886.
- La decena (cuentos y chascarrillos, Madrid, Hijos de Ducazcal, 1895.
- La niña Araceli (historia que parece cuento), Barcelona, López, [1896]
- La media docena: cuentos y fábulas para niños, Madrid: Ducazcal, 1897.
- Don Juan Valera: apuntes del natural Madrid: [s.n.], 1905.
- De libros: (menudencias), Madrid: Fortanet, 1908.
- Catálogo de la Real Biblioteca: autores, historia. Madrid: Ducazcal, 1910, tres tomos.
- La conversación amena, discurso de ingreso en la RAE el 17 de febrero de 1924.
- Fósiles (1925)
- El doctor Thebussem, Madrid: Tipografía católica de A. Fontana, 1928.
- Obras incompletas (1929).